# Machu Picchu (álbum)
Machu Picchu es el sexagésimo primer álbum de estudio del grupo alemán de música electrónica Tangerine Dream. Publicado en 2012 por el sello Eastgate destaca por ser un álbum compuesto por temas inspirados por las ruinas incaicas andinas homónimas. Se trata de la sexta referencia de los álbumes denominados «cupdisc», de menor duración, y en 2019 se publicó en una edición especial para el Record Store Day.
Sylvain Lupari, en su crítica para Synth & Sequences, lo califica como un álbum en el que "aunque las melodías parecen frías y calculadas contiene numerosos guiños a los grandes años de Tangerine Dream".

## Producción
Grabado en un periodo comprendido entre 2004 y 2012 originalmente no estaba pensado que este álbum viera la luz. Compuesto e interpretado íntegramente por Edgar Froese en el libreto se indica que fue publicado como homenaje tras el fallecimiento del locutor inglés John Peel, quien impulsara en los años 70 la trayectoria del grupo a través de sus programas de radio en BBC, durante una visita a Cuzco (Perú).

## Lista de temas
| N.º   | Título                  | Escritor(es) | Duración |  |
| 1.    | «Caminos Del Inca»      | Edgar Froese | 10:00    |  |
| 2.    | «Machu Picchu»          | Edgar Froese | 5:32     |  |
| 3.    | «Adiós A Cusco»         | Edgar Froese | 8:09     |  |
| 4.    | «Tayta Inti»            | Edgar Froese | 7:26     |  |
| 5.    | «Rio Urubamba»          | Edgar Froese | 5:57     |  |
| 6.    | «La Piedra Intihuatana» | Edgar Froese | 8:14     |  |
| 42:09 |                         |              |          |  |

## Personal
- Edgar Froese - sintetizador, guitarra, diseño y producción
- Bianca F. Acquaye - producción ejecutiva y diseño gráfico
- Shabo Inae - técnico de grabación
- Harald Pairits - masterización
- Wiki - fotografía
- Katja Zerull - supervisión de impresión